# Enrique Rubio Palazón
Enrique Rubio Palazón   (Múrcia, 1978) és un escriptor espanyol. Actualment viu a Socovos (Albacete). Va estudiar Psicologia. Ha estat guardonat en el Certamen Creació Jove Ciutat d'Almeria (2005), el IV Certamen Universitari de Relat Curt de Joves Talents de Booket (2007), Premi Injuve per a la Creació Jove de narrativa (2008) i el Premi de novel·la Francisco Casavella (2011).
Entre les seues influències destaquen Charles Bukowski, George Saunders, Chuck Palahniuk, Woody Allen, el psicòleg Pedro Jara i el director de cinema Rodrigo Cortés.

## Obres
Tinc una pistola va ser la seua primera novel·la. Va nàixer a partir del relat amb el qual va guanyar el IV Certamen Joves Talents de Booket, format per escriptors com Lorenzo Silva (autor del pròleg de la novel·la) i José Ángel Mañas.
La seua següent novel·la, Tania con i 56.ª edició, va resultar guanyadora del Premi Francisco Casavella 2011, amb jurat format per Ignacio Vidal-Folch, Ana Rodríguez Ficher i Joan Riambau.
El 2022, va publicar Escape en La Esfera de los Libros.

## Premis
Entre altres:
- Primer premi en el Certamen Creació Jove Ciutat d'Almeria en la modalitat de poesia (2005)

- Primer premi en el IV Certamen Universitari de Relat Curt: Joves Talents Booket- Àmbit Cultural. (2007)

- Accèssit en el XX Certamen Joves Creadors de l'Ajuntament de Madrid (2008)

- Primer premi en narrativa en els "Premis Injuve per a la Creació Jove" (2008)

- Premi de novel·la Francisco Casavella per la novel·la Tania con i 56.ª edició (2011)[1]